# École nationale supérieure d’informatique pour l’industrie et l’entreprise
Die École nationale supérieure d’informatique pour l’industrie et l’entreprise (ENSIIE) ist eine französische Ingenieurschule in Évry, auf dem Campus der Universität Évry (Universität Paris-Saclay, assoziiertes Mitglied).
Sie ist Mitglied der Conférence des Grandes Écoles. Mit einem multidisziplinären Lehrplan bildet sie innerhalb von drei Jahren Ingenieure auf hohem Niveau aus, die danach hauptsächlich in der Wirtschaft arbeiten: Ziel der Ausbildung ist der sogenannte Master Ingénieur ENSIIE.

## Diplome ENSIIE
- Master Ingénieur ENSIIE
- sechs Masters Forschung Ingenieurwissenschaft
- sechs Masters Professional Ingenieurwissenschaft

## Forschung und Graduiertenkolleg
- Mathematik und Modellierung
- Architektur, Modellierung, Validierung, Netzwerkadministration
- Biologie und Komplexe Systeme
- Informationstechnik und medizinische Bildgebungsverfahren